# Combretum fuscum
Combretum fuscum är en tvåhjärtbladig växtart som beskrevs av Jules Émile Planchon och George Bentham. Combretum fuscum ingår i släktet Combretum och familjen Combretaceae. Inga underarter finns listade i Catalogue of Life.